# Hollenegg
Hollenegg är en ort i Österrike. Den ligger i kommunen Bad Schwanberg i förbundslandet Steiermark, 180 kilometer sydväst om huvudstaden Wien. Orten var till och med 2014 huvudort i kommunen Hollenegg som bestod av orterna Aichegg, Hohlbach, Hollenegg, Kresbach, Neuberg, Rettenbach
och Trag. År 2014 hade den dåvarande kommunen 2 077 invånare.